# Norma (opéra)
Pour les articles homonymes, voir Norma.
Personnages
- Pollione, proconsul romain (ténor)
- Oroveso, chef des druides, père de Norma (basse)
- Norma, grande prêtresse du temple des druides (soprano)
- Adalgisa, jeune vierge (soprano)
- Clotilda, confidente de Norma (soprano)
- Flavius, centurion romain, ami de Pollione (ténor)
- Druides, bardes, eubages, prêtresses, guerriers et soldats gaulois (chœur)

Airs
- « Meco all'altar di Venere » (Pollione) – Acte I
- « Casta diva » (Norma) – Acte I
- « Ah! Bello a me ritorna » (Norma) – Acte I
- « Mira, o Norma » (Adalgisa, Norma) – Acte II
- « In mia man alfin tu sei » (Norma, Pollione) – Acte III

Norma est un opéra en deux actes de Vincenzo Bellini, sur un livret de Felice Romani, d'après la tragédie d'Alexandre Soumet Norma ou l'Infanticide. L'opéra fut créé le 26 décembre 1831 à la Scala de Milan sous la direction du compositeur avec Giuditta Pasta dans le rôle de Norma et Giulia Grisi dans celui de Adalgisa. Le rôle-titre était trop élevé pour Pasta et la première fut un échec. Après transposition d'un demi-ton, la quatrième représentation fut un triomphe.
Norma est à la fois orgueilleuse, passionnée, vindicative et la difficulté du rôle est de faire ressortir ces sentiments en plus de l'épreuve vocale car le rôle de Norma passe pour être vocalement difficile.

## Argument
L'action se déroule en Gaule, lors du soulèvement du peuple gaulois mené par Oroveso, chef des druides et père de Norma. Elle est centrée sur le triangle amoureux formé par Pollione (proconsul romain de Gaule), Norma (grande prêtresse et son ancienne — et secrète — compagne), et la jeune prêtresse Adalgisa.
Norma, qui a rompu ses vœux de chasteté druidique et eu deux enfants de Pollione, découvre que celui-ci est maintenant amoureux de son amie Adalgisa. Elle tente de le convaincre de renoncer à Adalgisa, mais il refuse. Norma avoue alors publiquement sa faute : elle est condamnée à la mort par le feu. Pollione est condamné pour avoir poursuivi Adalgisa dans le temple et monte au bûcher avec Norma.

## Rôles, tessitures et interprètes de la première
| Rôle                                           | Tessiture                     | Distribution de la première, le 26 décembre 1831 chef d'orchestre : Alessandro Rolla |
| ---------------------------------------------- | ----------------------------- | ------------------------------------------------------------------------------------ |
| Norma, grande prêtresse du temple des druides  | Soprano dramatique colorature | Giuditta Pasta                                                                       |
| Pollione, proconsul romain                     | Ténor                         | Domenico Donzelli                                                                    |
| Oroveso, père de Norma, chef des Druides       | Basse                         | Vincenzo Negrini                                                                     |
| Adalgisa, jeune vierge                         | Soprano ou mezzo-soprano      | Giulia Grisi                                                                         |
| Clotilde, confidente de Norma                  | Soprano                       | Marietta Sacchi                                                                      |
| Flavio, compagnon de Pollione                  | Ténor                         | Lorenzo Lombardi                                                                     |
| Druides, bardes, combattants, prêtres, soldats |                               |                                                                                      |

## Grands airs

### Acte I

#### Scène 1
- « Meco all'altar di Venere » (Pollione)
- « Casta Diva » (Norma, chœur)
- « Ah! Bello a me ritorna » (Norma)

#### Scène 2
- « Oh, rimembrenza ! » (Norma, Adalgisa)
- « Vanne, si, mi lascia, indegno » (Norma, Adalgisa, Pollione)

### Acte II

#### Scène 1
- « Dormono entrambi ! » (Norma)
- « Deh! Con te li prendi » (Norma, Adalgisa)
- « Mira o Norma » (Norma, Adalgisa)
- « Si fino all'ore estreme » (Norma, Adalgisa)

#### Scène 2
- « Guerrieri ! a voi venire » (Oroveso, chœur)

#### Scène 3
- « Ei tornera ! Si ! » (Norma, Clotilde, Oroveso, chœur)
- « In mia man alfin tu sei » (Norma, Pollione)
- « Deh! Non volerli vittime » (tous les personnages)

## Personnages

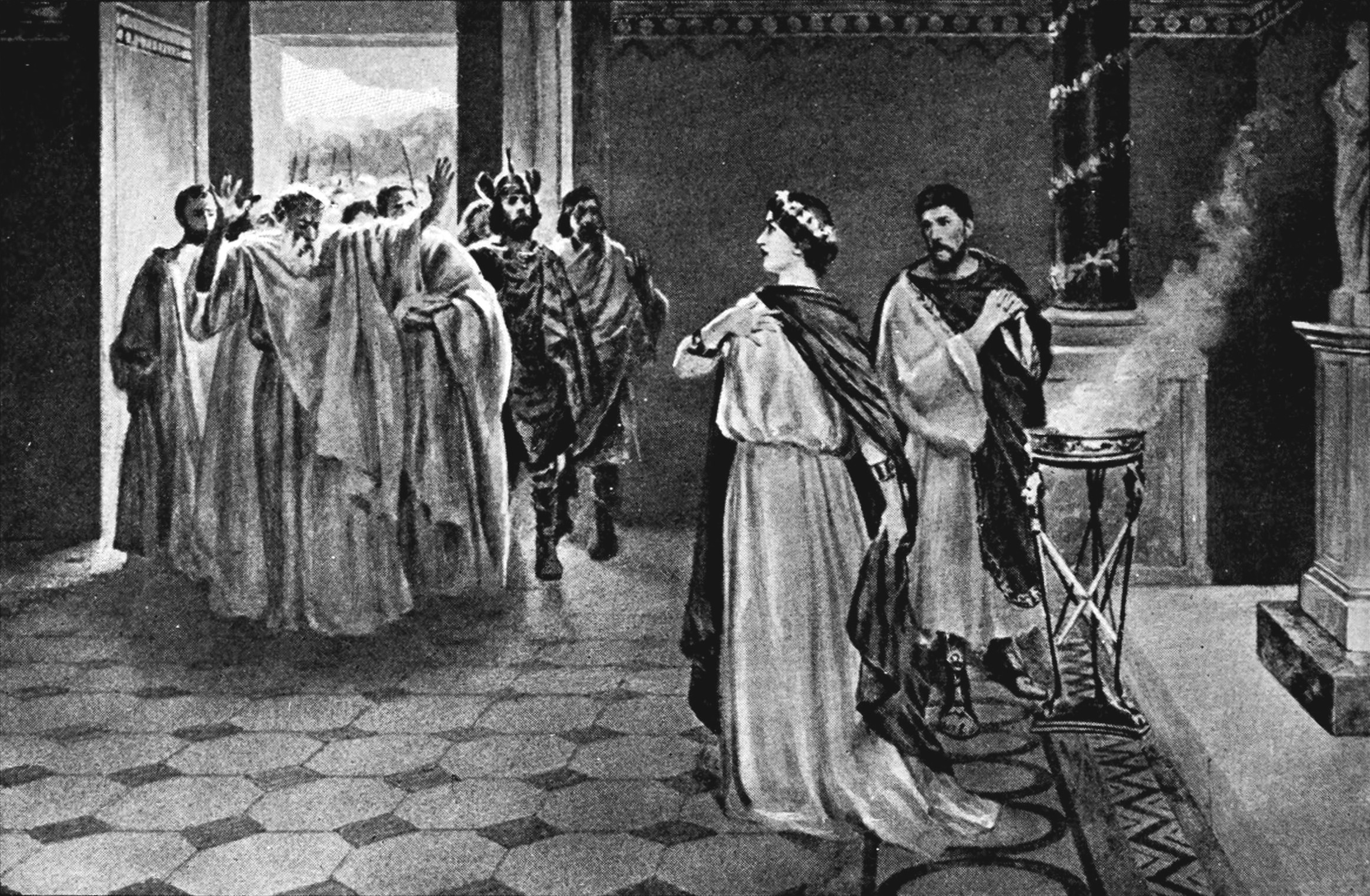
Norma, acte II, scène 3.

- Pollione, proconsul romain (ténor)
- Oroveso, chef des druides, père de Norma (basse)
- Norma, grande prêtresse du temple des druides (soprano dramatique colorature)
- Adalgisa, jeune vierge (soprano ou mezzo-soprano)
- Clotilda, confidente de Norma (soprano)
- Flavius, centurion romain, ami de Pollione (ténor)

## Interprétation

### Reprises

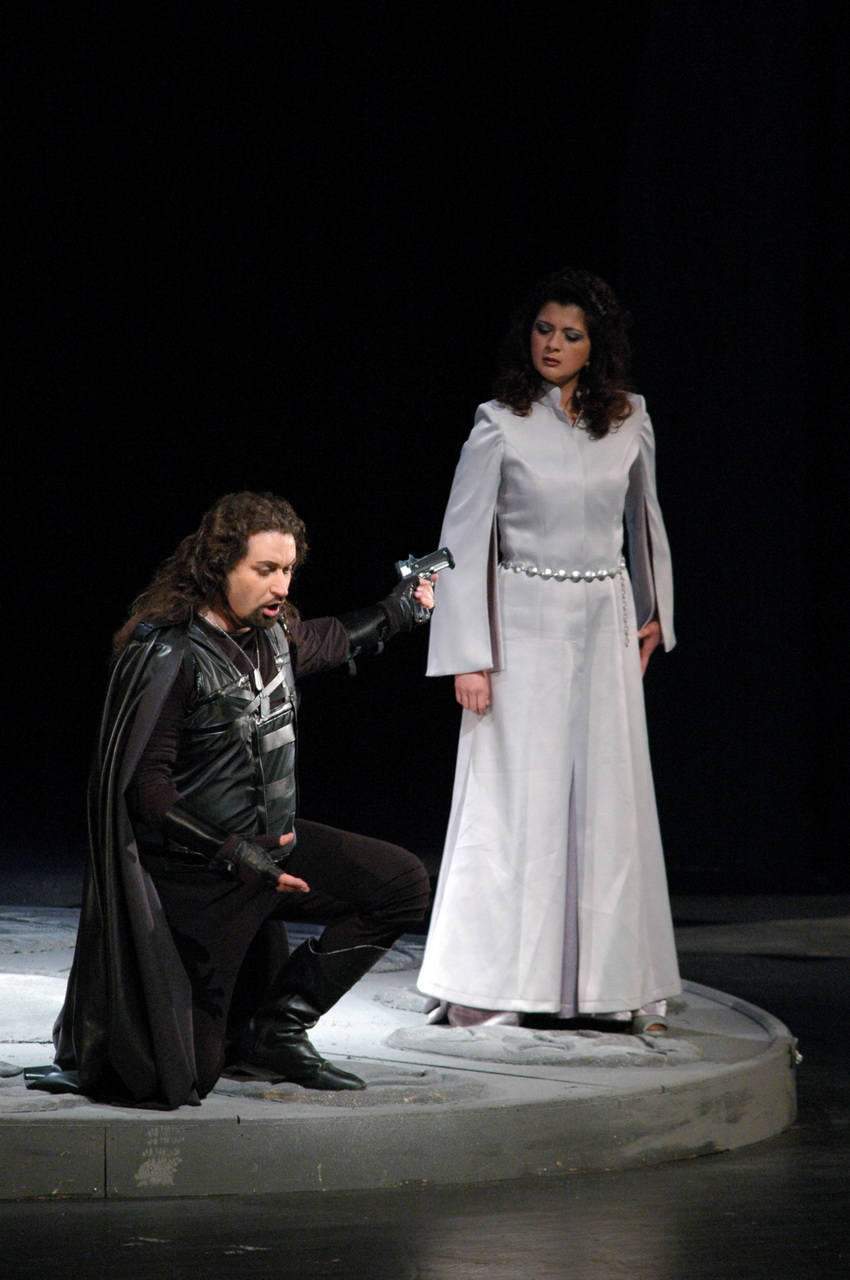
Dušan Plazinić et Violeta Srećković dans Norma.

Le rôle-titre de Norma est considéré comme l'un des plus difficiles du répertoire des sopranos. Les cantatrices Rosa Ponselle, Maria Callas, Anita Cerquetti, Joan Sutherland et Montserrat Caballé ont, au XXe siècle, marqué de leur interprétation ce rôle qui requiert à la fois une grande technique lyrique et des qualités de tragédienne. Norma a également été interprétée par l'Américaine June Anderson, la Slovaque Edita Gruberová, la Moldave Maria Bieșu et l'Américaine Catherine Naglestad. Plus récemment, la soprano bulgare Sonya Yoncheva a marqué le rôle de son empreinte au Royal Opera House en 2016, en remplacement d'Anna Netrebko qui avait déclaré forfait. À son tour la Lettone Marina Rebeka interprète, en 2019, une Norma remarquée au Théâtre du Capitole de Toulouse. Les deux artistes alternent alors en juillet 2022 au Liceu de Barcelone, permettant une très intéressante comparaison  de performances. D'autres artistes actuelles se sont lancées dans ce rôle emblématique, telles la soprano russe Elena Stikhina, la soprano italienne Maria Agresta, les mezzo soprano italienne, Cecilia Bartoli, et française, Karine Deshayes pour le festival d'Aix-en-Provence en 2022.

### Difficultés du rôle

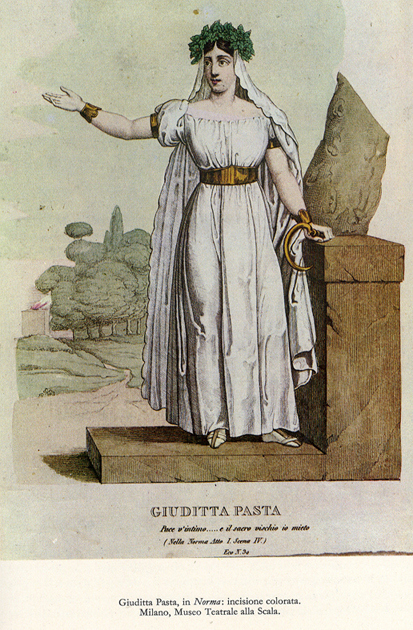
Giuditta Pasta pour la création du rôle en 1831.

Le rôle de Norma requiert de la part de son interprète la technique la plus accomplie : le célèbre aria Casta Diva (cavatine), invocation mystique à la lune, est une leçon belcantiste : longueur du souffle, précision des vocalises jusqu'au contre-ut, par trois fois. De même pour le bouleversant arioso qui ouvre le second acte. Si les graves de Norma sont abondamment sollicités dans les passages les plus sombres, une simple soprano dramatique ne peut convenir pour le rôle car est exigée une extrême agilité vocale : dans les instants où culmine la fureur de l'héroïne, se libèrent des coloratures di bravura dont la réalisation exige la plus grande virtuosité. On songe notamment au terrible saut d'une octave et demie qui conclut, par deux fois, le Oh, non tremare ou bien au contre-ut de feu jeté avec rage à la fin du récitatif du temple d'Irminsul.
En outre, Bellini s'est attaché à donner aux récitatifs un relief particulier, en tentant de fusionner les composantes textuelles et musicales : aussi comprend-on que ce serait une fâcheuse méprise pour une prima donna de chanter ces récitatifs avec la négligence habituelle qu'on leur accorde. Le Sediziose voci instaure d'emblée le ton altier et souverain de la grande phrase déclamatoire ; le Vanne e li celi entrambi est l'union subtile, et si constitutive de la psychologie de l'héroïne, de l'affection d'une mère et de la fierté d'une femme ; quant au célèbre arioso Teneri figli, l'une des plus parfaites mélodies belliniennes, qui a inspiré une étude à Chopin, il est intégré à un récitatif particulièrement dramatique, celui d'une infanticide qui doute. Et comment ne pas mentionner la perfection dépouillée de l'aveu final de Norma : sur un sol a cappella, la prêtresse met littéralement à nu sa faute. On l'aura compris, Norma n'est pas une œuvre qui cultive l'exubérance et les effets faciles ; bien au contraire, elle procède de la pureté du chant et de la quintessence du drame.
En 1844, Schopenhauer écrit à propos de cet opéra :

« si l'on fait abstraction de son excellente musique, comme de la diction qui ne peut être que celle d'un livret d'opéra, cette pièce, considérée du seul point de vue de ses motifs et de son économie interne, est une tragédie de la plus grande perfection »

## Discographie (non exhaustive)
- 1937 - Gina Cigna (Norma), Ebe Stignani (Adalgisa), Giovanni Brevario (Pollione), Tancredi Pasero (Oroveso) - Chœurs et orchestre de la RAI de Turin, Vittorio Gui - Warner-Fonit[3]
- 1949 - Maria Callas (Norma), Fedora Barbieri (Adalgisa), Nicola Rossi-Lemeni (Oroveso) - Chœur et orchestre du Teatro Colon de Buenos Aires (Extrait 17 juin 1949)
- 1950 - Maria Callas (Norma), Giulietta Simionato (Adalgisa), Kurt Baum (Pollione), Nicola Moscona (Oroveso) - Chœurs et orchestre du Palacio de Bellas Artes, Mexico, Guido Picco -  CD: LPS ou Melodram
- 1952 - Maria Callas (Norma), Ebe Stignani (Adalgisa), Mirto Picchi (Pollione), Giacomo Vaghi (Oroveso), Joan Sutherland (Clotilda) - Orchestre et chœurs de Covent Garden, Vittorio Gui. Probablement l'un des témoignages les plus saisissants de la voix d'assoluta de Callas qui atteint un niveau technique et dramatique inégalable, au cours de cette soirée devenue mythique : la cantatrice s'affirme à l'évidence comme l'incarnation la plus mémorable du rôle-titre.[réf. nécessaire]
- 1953 - Maria Callas (Norma), Elena Nicolai (Adalgisa), Franco Corelli (Pollione), Boris Christoff (Oroveso) - Chœurs et orchestre du Théâtre Giuseppe Verdi de Trieste, Antonino Votto.
- 1954 - Maria Callas (Norma), Ebe Stignani (Adalgisa), Mario Filippeschi (Pollione), Nicola Rossi-Lemeni (Oroveso) - Chœur et orchestre de La Scala de Milan, Tullio Serafin.
- 1955 - Maria Callas (Norma), Ebe Stignani (Adalgisa), Mario Del Monaco (Pollione), Giuseppe Modesti (Oroveso) - Chœur et orchestre de la RAI, Tullio Serafin.
- 1955 - Maria Callas (Norma), Giulietta Simionato (Adalgisa), Mario del Monaco (Pollione), Nicolai Zaccaria (Oroveso) - Chœur et orchestre de La Scala de Milan, Antonio Votto : célèbre Norma pour Maria Callas, dont l'enregistrement sur le vif témoigne de l'hystérie de la salle[17].
- 1964 - Joan Sutherland (Norma), Marilyn Horne (Adalgisa), John Alexander (Pollione), Richard Cross (Oroveso) - Chœur et orchestre du London Symphony Orchestra, Richard Bonynge - Decca
- 1972 - Montserrat Caballé (Norma), Fiorenza Cossotto (Adalgisa), Placido Domingo (Pollione), Ruggero Raimondi (Oroveso) - Ambrosian Opera Chorus, London Philharmonic Orchestra, Carlo Felice Cillario - RCA
- 1974 : Montserrat Caballé, Jon Vickers, Josephine Veasey, Agostino Ferrin - Orchestra e Coro del Teatro Regio di Torino, Giuseppe Patanè - (Hardy Classic Video) - Chorégies d'Orange le 20 juillet 1974 - Dans un combat contre un sournois mistral ce soir-là, Montserrat Caballé pousse sa maestria des mezze-voce, des legati et sa puissance vocale à des niveaux remarquables. Elle parvient à exprimer la large gamme d'émotions et de dilemmes qui déchirent l'héroïne avec justesse et élégance.[réf. nécessaire]
- 2013 : Cecilia Bartoli (Norma), Sumi Jo (Adalgisa),  John Osborn (Pollione), Michele Pertusi (Oroveso),  Liliana Nikiteanu (Clotilde), Reinaldo Macias (Flavio). Orchestra La Scintilla, Giovanni Antonini.  Decca
- 2024 : Marina Rebeka (Norma), Karine Deshayes (Adalgisa), Luciano Ganci (Pollione), Marko Mimica (Oroveso), Orchestre et choeurs du Teatro Real de Madrid, sous la direction de John Fiore, enregistrement studio, CD Prima Classics.

## Cinéma
La très célèbre cavatine Casta Diva est reprise de nombreuses fois au cinéma ou dans les médias.
Ci-dessous une liste non exhaustive d'utilisations d'autres séquences de Norma :
- Mauro Bolognini, dans Ce merveilleux automne avec Gina Lollobrigida (Un bellissimo novembre, 1969), a situé une scène à l'opéra où l'on joue Norma
- Albert Dupontel a utilisé le final Guerra, guerra ! dans son film Le Créateur [18] (1999)
- le réalisateur hongkongais Wong Kar-wai a utilisé la musique de Norma (et notamment l'aria Casta Diva) pour son film 2046[19]. (2004)
- Sean Ellis ouvre son film Cashback (2006) avec une scène de dispute au son de Norma (la cavatine Casta Diva).
- Danis Tanović termine son film The Postcard Killings (2020) avec ce morceau.
- le court métrage français d'animation Maestro (2019), signé des cinq réalisateurs Florian Babikian, Victor Caire, Théophile Dufresne, Gabriel Grapperon et Lucas Navarro, sous le pseudonyme Illogic, filme un concert forestier d'animaux chantant le mouvement Squilla il bronzo del dio de l'Acte II de l'opéra.
- L'air des chœurs de Casta Diva est le thème du refrain de la chanson Mille Colombes interprétée par Mireille Mathieu en 1977.